# Lorna Forde
Lorna Forde (24 giugno 1952) è un'ex atleta barbadiana.

## Biografia
Debuttò sulla scena internazionale partecipando ai Giochi olimpici di Monaco di Baviera 1972 dove corse con la staffetta 4×400. L'anno seguente, ai campionati centroamericani e caraibici, vinse la medaglia di bronzo sui 400 metri e quella d'argento con la staffetta 4×400. Nel 1975 ai Giochi panamericani di Città del Messico vinse la medaglia di bronzo sui 400 metri e giunse settima sui 200 metri. Nello stesso anno vinse la medaglia d'oro sui 200 metri e quella d'argento sui 400 metri ai campionati centroamericani e caraibici.
In occasione delle Olimpiadi di Montréal 1976 fu selezionata come portabandiera per il suo paese alla cerimonia inaugurale e gareggiò sui 100 metri, dove fu eliminata nelle batterie, e sui 400 metri, dove raggiunse i quarti di finale. 

## Palmarès
| Anno | Manifestazione                         | Sede              | Evento                | Risultato | Prestazione | Note |
| ---- | -------------------------------------- | ----------------- | --------------------- | --------- | ----------- | ---- |
| 1973 | Campionati centroamericani e caraibici | Maracaibo         | Staffetta 4x400 metri | Argento   |             |      |
| 1973 | Campionati centroamericani e caraibici | Maracaibo         | 400 metri piani       | Bronzo    |             |      |
| 1975 | Campionati centroamericani e caraibici | Ponce             | 200 metri piani       | Oro       |             |      |
| 1975 | Campionati centroamericani e caraibici | Ponce             | 400 metri piani       | Argento   |             |      |
| 1975 | Giochi panamericani                    | Città del Messico | 400 metri piani       | Bronzo    |             |      |